# Турутов, Иван Васильевич
Ива́н Васи́льевич Туру́тов (25 марта (7 апреля) 1914, Хохлово, Нижегородская губерния) 1914 — 4 октября 1992, Ардатов, Нижегородская область) — второй секретарь Ардатовского районного комитета КПСС, краевед, создатель Ардатовского районного краеведческого музея, почётный гражданин Ардатова.

## Биография
Родился 25 марта (7 апреля) 1914 года в селе Хохлово Ардатовского уезда Нижегородской губрении в крестьянской семье. После окончания сельской школы поступил на учёбу в Ардатовский сельскохозяйственный техникум, который окончил в 1935 году. В 1938 году окончил Арзамасский учительский институт, после чего до 1940 года работал учителем истории в средней школе села Тюменцево Алтайского края. Затем вернулся в Ардатов и в 1940—1941 годах работал учитель истории в средней школе села Стёксово.
После начала Великой Отечественной войны был призван в армию, участвовал в битве за Москву в качестве политрука роты 1087-го стрелкового полка. В декабре 1941 году был тяжело ранен в ногу, находился в госпитале до октября 1942 года, после чего служил старшим писарем штаба 22-й дивизии. В 1943 году был демобилизован в звании капитана. Вернулся в Ардатов и до 1946 года работал завучем средней школы в Хрипунове, в 1946—1947 годах — учителем истории школы № 1 в Ардатове. В 1947 году окончил Горьковский педагогический институт, после чего до 1950 года занимал должность заведующего ардатовского районного отдела народного образования.
С 1950 по 1965 годы работал в партийных органах Ардатовского района, из них десять лет был вторым секретарем райкома. В течение более 30 лет избирался депутатом районного Совета, около 40 лет был членом бюро районного комитета КПСС, членом пленума районного комитета КПСС.
По собственной инициативе начал собирать материалы по истории Ардатова и его окрестностей, написал рукописную книгу по краеведению. Собрал множество экспонатов, которые легли в основу Ардатовского краеведческого музея, открытого в 1984 году. Занимал должность директора созданного им музея вплоть до своей смерти 4 октября 1992 года.

## Награды
Имел несколько государственных наград, в том числе медаль «За оборону Москвы» и орден Отечественной войны 1-й степени (06.04.1985). В 1987 году постановлением поселкового Совета народных депутатов Ивану Васильевичу Турутову было присвоено звание «Почётный гражданин Ардатова».